# The Warm Up
Albums de J. Cole
The Come Up
(2007) Friday Night Lights
(2011)
The Warm Up est la seconde mixtape de J. Cole, sortie le 15 juin 2009. 

## Liste des titres
| No  | Titre                                           | Producteur | Durée |
| --- | ----------------------------------------------- | ---------- | ----- |
| 1.  | Intro (The Warm Up)                             | J. Cole    | 1:47  |
| 2.  | Welcome                                         | J. Cole    | 2:20  |
| 3.  | Can I Live                                      | Syience    | 3:21  |
| 4.  | Grown Simba                                     | J. Cole    | 3:52  |
| 5.  | Just To Get By                                  | Kanye West | 1:37  |
| 6.  | Lights Please                                   | J. Cole    | 4:27  |
| 7.  | Dead Presidents                                 | Ski Beatz  | 3:34  |
| 8.  | I Get Up                                        | J. Cole    | 4:54  |
| 9.  | World Is Empty                                  | J. Cole    | 2:55  |
| 10. | Dreams (featuring Brandon Hines)                | J. Cole    | 4:25  |
| 11. | Royal Flush                                     | J. Cole    | 1:27  |
| 12. | Dollar and a Dream                              | J. Cole    | 4:21  |
| 13. | Water Break (Interlude)                         | J. Cole    | 2:19  |
| 14. | Heartache                                       | Elite      | 3:01  |
| 15. | Get Away                                        | J. Cole    | 3:17  |
| 16. | Knock Knock                                     | Kanye West | 1:54  |
| 17. | Ladies (featuring Lee Fields & The Expressions) | J. Cole    | 3:22  |
| 18. | Til' Infinity                                   | A-Plus     | 2:11  |
| 19. | The Badness (featuring Omen)                    | J. Cole    | 2:37  |
| 20. | Hold It Down                                    | J. Cole    | 4:17  |
| 21. | Last Call                                       | Kanye West | 7:32  |

| 22. | Losing My Balance | 4:16 |